# マツダ・RX-VISION
マツダ・RX-VISION（アールエックス・ビジョン）は、マツダが制作したコンセプトカーである。

## 概要
2015年10月に開催された第44回東京モーターショーにて世界初公開された。マツダのデザインテーマ「魂動−Soul of Motion」に基づき、マツダが考える最も美しいFRスポーツカーの造形に挑戦したとしている。エンジンには次世代ロータリーエンジン「SKYACTIV-R」を搭載し、ロータリーエンジンの研究・開発を継続していることを合わせて明らかにした。
2016年1月には、フランスで開催された第31回Festival automobile international（国際自動車フェスティバル）にて、最も美しいコンセプトカーを選ぶ「Most Beautiful Concept Car of the Year賞」に選出された。

## RX-VISION GT3 CONCEPT
RX-VISIONをベースに、グループGT3規格を想定して制作されたオリジナルレーシングカー。
ベース車が持つデザインの美しさを、レーシングカーとしてよりアグレッシブに表現。GT3クラスの要求出力から、かつての787Bにおけるエンジンコンセプトを踏襲し、最新のSKYACTIVテクノロジーを組み込んだ4ローターエンジンを搭載している。
このRX-VISION GT3 CONCEPTは、2020年5月22日に配信されたPlayStation 4用ソフトウェア『グランツーリスモSPORT』の1.59アップデートで追加され、ゲーム内で運転することが可能となっている。